# Alfredo Albanese
Alfredo Albanese (Trani, 9 gennaio 1947 – Mestre, 12 maggio 1980) è stato un poliziotto italiano vittima delle Brigate Rosse e insignito postumo della medaglia d'oro al valor civile.

## Storia
Alfredo Albanese era il responsabile della sezione antiterrorismo veneziana della Polizia di Stato, con l'incarico di vicequestore aggiunto. Dopo una laurea in giurisprudenza, conseguita a Bari nel 1971, era entrato nella Pubblica Sicurezza nel 1975, dopo una breve esperienza come segretario comunale a Candia Canavese. Era stato subito distaccato alla Questura di Venezia. Nel 1977 divenne direttore del 3º Distretto di Polizia a Mestre, per poi passare nel 1979 alla DIGOS veneziana, venendo nominato capo della sezione Antiterrorismo e in seguito commissario capo. Albanese al momento della morte era impegnato nelle indagini sull'omicidio di Sergio Gori, vicepresidente della Montedison, un'inchiesta che stava crescendo andando a implicare traffici d'armi e il coinvolgimento di gruppi della sinistra militante, principalmente legati alle Brigate Rosse e ad Autonomia Operaia.
La mattina del 12 maggio 1980 venne attaccato da un gruppo di uomini armati subito dopo essere uscito di casa in via Comelico. Albanese non morì subito, nonostante le numerose ferite, ma morì in ambulanza durante il trasporto verso il policlinico Umberto I. Un gruppo brigatista rivendicò l'azione, dapprima con una telefonata e in seguito con un volantino abbandonato in un cestino dei rifiuti. Le indagini sull'omicidio portarono rapidamente alla scoperta di due covi brigatisti, uno a Jesolo e uno a Udine. Vennero arrestati per il fatto diverse persone legate alle Brigate Rosse.

## Processo
La Corte d'Assise di Venezia emise dure condanne per i membri del commando e i terroristi legati ai due covi scoperti: ergastolo per Marco Fasoli, Nadia Ponti, Marinella Ventura e Vincenzo Guagliardo; 16 anni e 6 mesi per Emanuela Bugitti e 16 anni per Massimo Gidoni; un altro membro del commando, Marina Bono venne condannata a 13 anni e 7 mesi mentre 16 anni vennero inferti a Vittorio Oliviero, Mario Moretti e a Michele Galati; cinque anni a Sandro Galletta e quattro ad Andrea Varisco. Ventura ricevette la grazia nel dicembre 1997, da parte del Presidente della Repubblica Oscar Luigi Scalfaro, Bono venne scarcerata nel 1986, mentre nel 1987 vennero scarcerati Oliviero e Galati.

## Commemorazioni
- Alla sua memoria è stato dedicato il parco pubblico prospiciente il luogo dell'aggressione, precedentemente noto come Parco della Bissuola, esteso per 214.000 m² di superficie.
- Nel luogo dell'agguato si trova una lapide pavimentizia a ricordo, nell'angolo ovest dell'incrocio tra via Comelico e via Rielta.